# Pellucidomyia lanei
Pellucidomyia lanei är en tvåvingeart som beskrevs av Wirth och Ratanaworabhan 1971. Pellucidomyia lanei ingår i släktet Pellucidomyia och familjen svidknott. Inga underarter finns listade i Catalogue of Life.